# (5410) Spivakov
(5410) Spivakov es un asteroide perteneciente al cinturón de asteroides, descubierto el 16 de febrero de 1967 por Tamara Mijáilovna Smirnova desde el Observatorio Astrofísico de Crimea (República de Crimea).

## Designación y nombre
Designado provisionalmente como 1967 DA. Fue nombrado Spivakov en honor del virtuoso violinista ruso Vladímir Spivakov, líder de la Orquesta de Cámara del Estado "Virtuosos de Moscú" desde 1979, ganador de numerosos concursos internacionales, director artístico del Festival Musical Internacional en Colmar, Francia, y presidente del Fondo Caritativo Internacional.

## Características orbitales
Spivakov está situado a una distancia media del Sol de 3,005 ua, pudiendo alejarse hasta 3,844 ua y acercarse hasta 2,165 ua. Su excentricidad es 0,279 y la inclinación orbital 4,021 grados. Emplea 1902,69 días en completar una órbita alrededor del Sol.

## Características físicas
La magnitud absoluta de Spivakov es 13,5. Tiene 9,606 km de diámetro y su albedo se estima en 0,076. 